# Tomás Ascheri
Tomás Ascheri Fossatti (Marsella, 1869 - Barcelona, 5 de mayo de 1897) fue un obrero residente en Barcelona de origen italiano, considerado el autor del atentado de la Procesión del Corpus. 

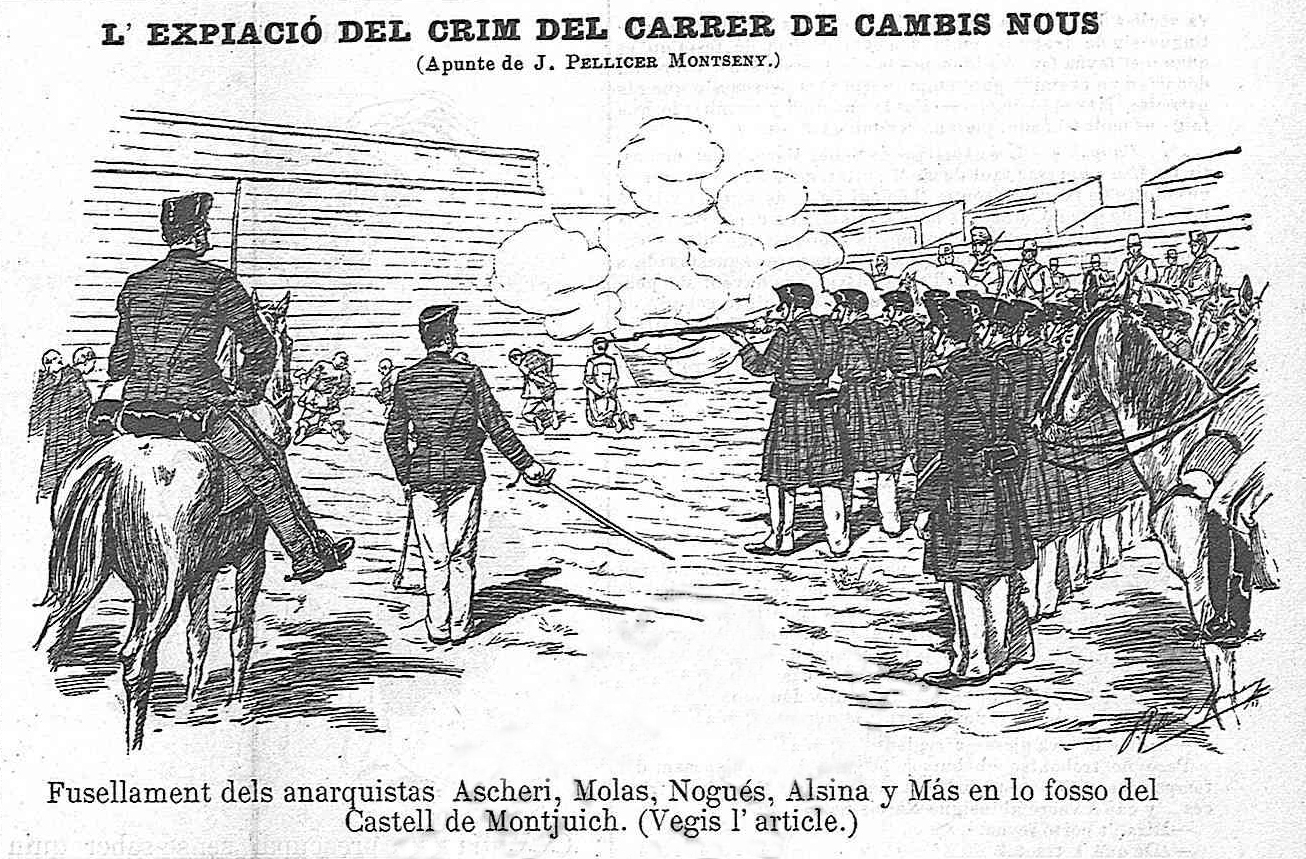
Fusilamiento de Ascheri y otras cuatro personas en 1897 en el castillo de Montjuic

Era militante anarquista, y aunque fue acusado de ser confidente del gobernador civil, fue detenido después de ser lanzada una bomba contra una procesión en la calle Canvis Nous de Barcelona en junio de 1896. En el momento de su detención tenía veintisiete años de edad. Encarcelado en el castillo de Montjuic, fue uno de los que sufrieron más torturas. Aunque no se verificó, reconoció su culpabilidad, y la de otros anarquistas, hecho que supuso la base legal para inicial el proceso de Montjuic con más de 87 encausados. Ascheri fue finalmente condenado a muerte y fusilado el 5 de mayo de 1897 junto a Luis Mas, José Molas, Antonio Nogués y Juan Alsina.